# Élections régionales de 1980 en Bade-Wurtemberg
Les élections régionales de 1980 dans le Bade-Wurtemberg (en allemand : Landtagswahl in Baden-Württemberg 1980) se tiennent le 16 mars 1980, afin d'élire les 120 députés de la 8e législature du Landtag pour un mandat de quatre ans. Du fait de la loi électorale, 124 députés sont finalement élus.
Le scrutin est marqué par une nouvelle victoire de la CDU, qui confirme sa majorité absolue acquise en 1972. Le ministre-président Lothar Späth est alors investi pour un deuxième mandat.

## Contexte
Aux élections législatives régionales du 4 avril 1976, la CDU du ministre-président Hans Filbinger, au pouvoir depuis dix ans, remporte une très large victoire. Totalisant 56,7 % des suffrages exprimés, elle réalise le meilleur résultat de la CDU lors d'une élection législative régionale, tous Länder confondus, jusqu'en 1994, et obtient 71 députés sur 121.
Le SPD de l'ancien ministre fédéral Erhard Eppler reste la principale force de l'opposition mais se trouve relégué plus de 20 points derrière l'Union chrétienne-démocrate. Il rassemble 33,3 % des voix, soit 41 parlementaires. La troisième place revient au FDP, qui maintient sa présence au Landtag en réunissant 7,8 % des suffrages et les neuf mandats restants.
Filbinger est ensuite investi pour un quatrième mandat à la tête d'une cabinet monocolore dont le ministre de l'Éducation Wilhelm Hahn est vice-ministre-président.
Le 7 août 1978, alors que son nom est évoqué pour le poste honorifique de président fédéral, Filbinger annonce qu'il compte remettre sa démission après 11 ans et demi passés au pouvoir. Au cours des six mois précédents, il a été mis en cause pour son passé de procureur puis juge dans la marine de guerre nazie. Il est remplacé trois semaines plus tard par le ministre de l'Intérieur Lothar Späth. Ce dernier lui succède l'année qui suit à la présidence régionale de la CDU.

## Mode de scrutin
Le Landtag est constitué de 120 députés (en allemand : Mitglied des Landtags, MdL), élus pour une législature de quatre ans au suffrage universel direct et suivant le scrutin proportionnel de Sainte-Laguë.
Chaque électeur dispose d'une voix, qui compte double. Elle est d'abord attribuée au parti politique dont le candidat est le représentant, puis elle permet de déterminer le score du candidat dans sa circonscription, le Land comptant un total de 70 circonscriptions.
Lors du dépouillement, l'intégralité des 120 sièges est répartie en fonction de la première attribution, à condition qu'un parti ait remporté 5 % de ces voix au niveau du Land (les voix des candidats indépendants sont donc exclues de ce décompte). Cette répartition est ensuite répétée au niveau des quatre districts. Si un parti a remporté des mandats avec la deuxième attribution, ses sièges sont d'abord pourvus par ceux-ci. Les sièges restants sont ensuite comblés par les candidats des circonscriptions non-élus, dans l'ordre décroissant de leur résultat en pourcentage.
Dans le cas où un parti obtient plus de mandats au scrutin uninominal que la proportionnelle ne lui en attribue, la taille du Landtag est augmentée jusqu'à rétablir la proportionnalité.

## Campagne

### Principales forces
| Parti | Parti                                                                              | Chef de file                      | Résultats de 1976          |
| ----- | ---------------------------------------------------------------------------------- | --------------------------------- | -------------------------- |
|       | Union chrétienne-démocrate d'Allemagne Christlich Demokratische Union Deutschlands | Lothar Späth (Ministre-président) | 56,7 % des voix 69 députés |
|       | Parti social-démocrate d'Allemagne Sozialdemokratische Partei Deutschlands         | Erhard Eppler                     | 33,3 % des voix 41 députés |
|       | Parti libéral-démocrate Freie Demokratische Partei                                 | Jürgen Morlok (de)                | 7,8 % des voix 9 députés   |

## Résultats

### Voix et sièges
| Parti                             | Parti                                         | Voix      | Voix  | Sièges | Sièges        | Sièges | Sièges | Sièges        |
| Parti                             | Parti                                         | Votes     | %     | MU1    | +/-           | Liste  | Total  | +/-           |
| --------------------------------- | --------------------------------------------- | --------- | ----- | ------ | ------------- | ------ | ------ | ------------- |
|                                   | Union chrétienne-démocrate d'Allemagne (CDU)  | 2 407 798 | 53,35 | 67     | 1             | 1      | 68     | 3             |
|                                   | Parti social-démocrate d'Allemagne (SPD)      | 1 468 873 | 32,55 | 3      | 2             | 37     | 40     | 1             |
|                                   | Parti libéral-démocrate (FDP)                 | 374 633   | 8,30  | 0      | en stagnation | 10     | 10     | 1             |
|                                   | Les Verts (Grünen)                            | 241 303   | 5,35  | 0      | en stagnation | 6      | 6      | 6             |
|                                   | Parti communiste allemand (DKP)               | 11 738    | 0,26  | 0      | en stagnation | 0      | 0      | en stagnation |
|                                   | Parti national-démocrate d'Allemagne (NPD)    | 2 341     | 0,05  | 0      | en stagnation | 0      | 0      | en stagnation |
|                                   | Ligue communiste d'Allemagne de l'Ouest (KBW) | 2 076     | 0,05  | 0      | en stagnation | 0      | 0      | en stagnation |
|                                   | Autres                                        | 4 247     | 0,09  | 0      | en stagnation | 0      | 0      | en stagnation |
|                                   |                                               |           |       |        |               |        |        |               |
| Votes valides                     | Votes valides                                 | 4 513 009 | 99,20 |        |               |        |        |               |
| Votes blancs et nuls              | Votes blancs et nuls                          | 36 454    | 0,80  |        |               |        |        |               |
| Total                             | Total                                         | 4 549 463 | 100   | 70     | en stagnation | 54     | 124    | 3             |
| Abstentions                       | Abstentions                                   | 1 770 487 | 28,01 |        |               |        |        |               |
| Nombre d'inscrits / participation | Nombre d'inscrits / participation             | 6 319 950 | 71,99 |        |               |        |        |               |